# تمنك العليا (باتاوة)
تمنك العليا (بالفارسية: تمنک علیا) هي قرية تقع في إيران في قسم باتاوة الريفي. يقدر عدد سكانها بـ 1,248 نسمة .